# Деревяницкий мост
Деревяницкий мост — мост через Волхов в Новгороде.
В Великом Новгороде 5 июля 2016 года состоялось открытие третьего моста (не считая пешеходный) через Волхов, соединяющего Лужское шоссе (автодорогу Р47) с микрорайоном Деревяницы и в перспективе с Новгородской объездной дорогой (выезд на автодорогу М10 в сторону Москвы).
Официально введён в эксплуатацию в декабре 2016 года.
Является самым длинным и самым высоким мостом через реку Волхов.
Имеет собственные очистные сооружения. По состоянию на 2016 год на мосту планировалось обустройство велодорожки.